# 新道 後篇良太の巻
『新道 後篇良太の巻』（しんどう こうへんりょうたのまき）は、1936年に公開された五所平之助監督の日本映画。
菊池寛の小説が原作。

## スタッフ
- 監督 - 五所平之助[1]
- 脚色 - 五所平之助、野田高梧[4][5]
- 原作 - 菊池寛[1]
- 撮影 - 小原譲治、茂原英朗[6]
- 美術 - 五所福之助[6]
- 音楽 - 福田幸彦[6]
- 録音 - 土橋武夫[2]

## キャスト
以下の出演者名と役名は特に記載がない限り国立映画アーカイブに従った。
- 田中絹代 - 宗方朱実
- 川崎弘子 - 従姉歌子
- 上原謙 - 弟良太
- 佐分利信 - 野上
- 斎藤達雄 - 宗方子爵
- 吉川満子 - 夫人
- 高峰秀子 - 次女京子
- 岡村文子 - 工藤未亡人
- 山内光 - 青木
- 水戸光子[1][7] - 芸者小奴[5]
- 桑野通子[1][7] - 朱美の友人ルリ子[5]
- 高峰三枝子[1][7] - 学友早苗[5]